# نیکو پارکر
نیکو پارکر (انگلیسی: Nico Parker؛ زادهٔ ۹ دسامبر ۲۰۰۴) بازیگر اهل بریتانیا است.
از فیلم‌ها یا برنامه‌های تلویزیونی که وی در آن نقش داشته‌، می‌توان به دامبو و آخرین بازمانده از ما اشاره کرد.